# Rally Princesa de Asturias
El Rally Princesa de Asturias, oficialmente Rallye Blendio Princesa de Asturias, es una prueba de rally que se realiza anualmente desde 1964 por el Automóvil Club Principado de Asturias (ACPA). Es puntuable para el Súper Campeonato de España de Rally y el Campeonato de Asturias de Rally y en el pasado también lo fue para el Campeonato de España de Rally (1967-1968, 1970-1972, 1974-1975, 1979-2001, 2003-2020) Campeonato de Europa de Rally (1983-1986, 1993-1998, 2004-2005, 2009-2012), el Intercontinental Rally Challenge (2008-2009) y el FIA European Rally Trophy. La sede del rally se ubica generalmente en Oviedo aunque en algunas ediciones se ubicó en Gijón o en Cangas del Narcea.
La prueba nació en 1964 bajo el nombre Rally Gran Premio de Oviedo. Luego pasó a llamarse Rally Ciudad de Oviedo hasta los años 1970 cuando se modificó por Rally Príncipe de Asturias Ciudad de Oviedo,  nombre que conservó hasta 2015.

## Historia

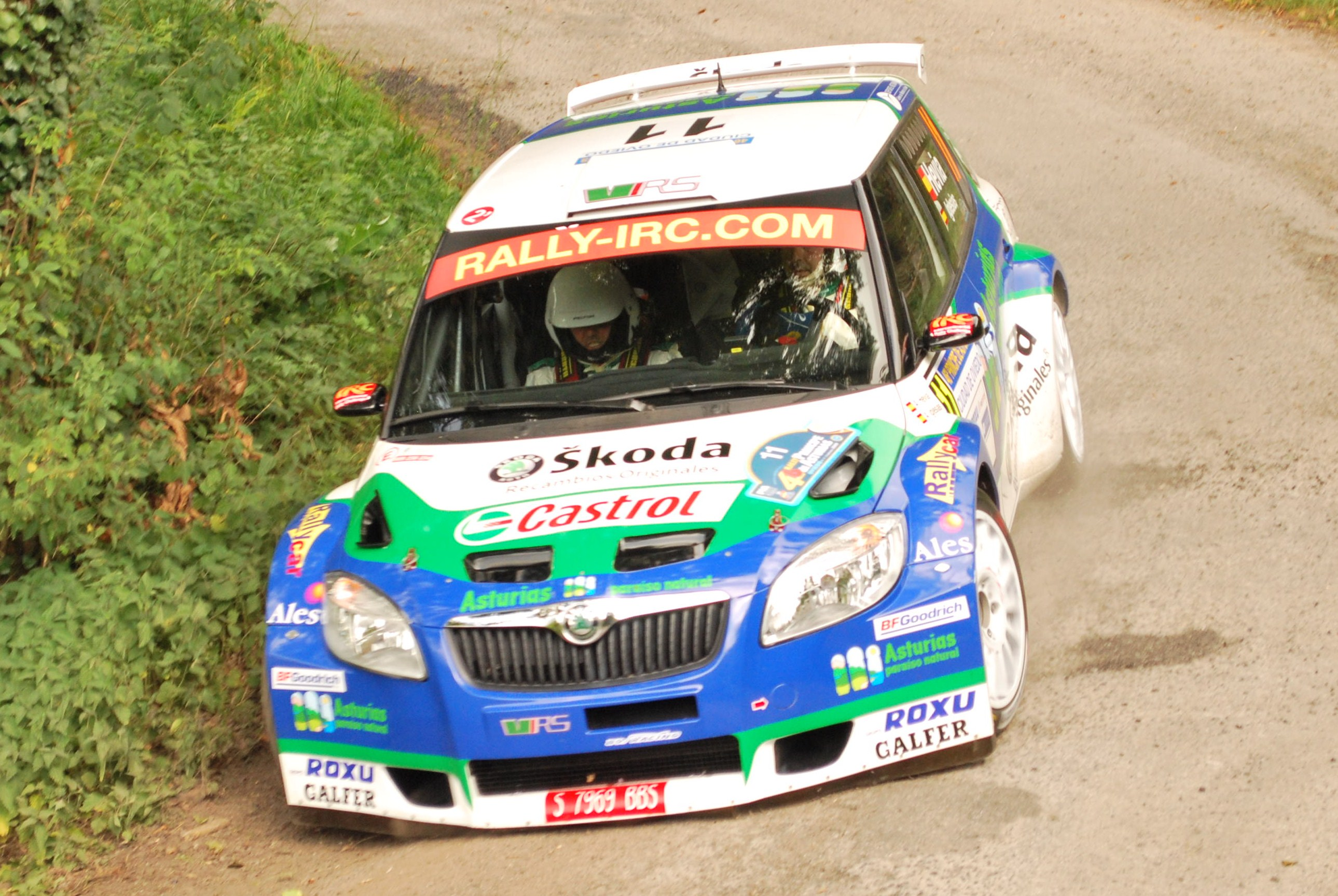
Alberto Hevia en el Rallye Príncipe de Asturias 2009.

Comenzó a disputarse en el año 1964 siendo una de las pruebas más antiguas que se celebra en España. En esta primera edición la inscripción ascendía a 800 pesetas, habiendo un montante en premios de 30.000 pesetas. Los primeros vehículos en disputar el rally fueron míticos modelos como el Ford Cortina, Renault Gordini o Volkswagen Escarabajo.
La prueba es puntuable para el Campeonato de España, de Asturias y para el Campeonato de Europa (zona oeste) con coeficiente máximo hasta su última edición (2007). El 19 de julio de 2007, se confirmaba el acuerdo con Eurosport para su inclusión en el calendario del Intercontinental Rally Challenge de 2008, además de otras dos temporadas más. 
Los días en los que está dividida la prueba son: los martes y miércoles se realizan los reconocimientos de los tramos, así como diferentes aspectos administrativos. El jueves se realiza el shakedown que es una prueba técnica del coche participante en un tramo de carretera con unas características similares a las de la prueba oficial, la verificaciones técnicas y la ceremonia oficial de salida. El viernes y el sábado se celebra la carrera en sí por los tramos de carretera. La competición se divide en tres etapas, de las cuales dos se celebran en viernes y la última de ellas, el sábado por la mañana.
Aunque en el mes de abril de 2013, el Rally Príncipe de Asturias se cayó del calendario debido a la falta de apoyo institucional días después del anuncio de su anulación, la organización comunicó la celebración de la prueba tras lograr el apoyo del ayuntamiento de Cangas del Narcea.
El 29 de junio de 2013, se realizó el primer "Rally Fórmula Príncipe de Asturias", cuyo propósito era conseguir dinero para el rally. El evento se realizó en el circuito "Toño Fernández" en el pueblo de Cibuyo, en el concejo de Cangas del Narcea, y el 14, 15 y 16 de septiembre se celebró la 50.ª edición del rally, cuyo ganador fue Luis Monzón (Mini John Cooper Works WRC), seguido de Sergio Vallejo (Porsche 911) y Óscar Palacio (Porsche 911).
En 2015 la organización, debido a los cambios ocurridos en la jefatura del Estado, decide cambiar el nombre de la prueba por Rally Princesa de Asturias Ciudad de Oviedo, así como cambiar el epicentro de la prueba a la ciudad Oviedo, tras dos ediciones realizadas en Cangas del Narcea.
En 2023, con motivo del 60 aniversario del Rally, la organización decidió realizar por primera vez un rally mixto, siendo las etapas del viernes en tramos de tierra, puntuables para el CERT y las etapas del sábado sobre asfalto, puntuables para el S-CER. Este mismo año, el vencedor fue José Antonio Suárez, que igualó en victorias (cinco) a Chus Puras.

## Palmarés
| Año         | Edición                                                          | Piloto                     | Copiloto                 | Automóvil                    | Series         |
| ----------- | ---------------------------------------------------------------- | -------------------------- | ------------------------ | ---------------------------- | -------------- |
| 1964        | 1.º Rallye Gran Premio Oviedo                                    | Luis Huerta                | José Luis Tuya           | Ford Cortina Lotus           |                |
| 1965        | 2.º Rallye Gran Premio Oviedo                                    | Luis Fernández Travanco    | Fernando Glez. Corujedo  | Morris 1.100                 |                |
| 1966        | 3.º Rallye Gran Premio Oviedo                                    | Pedro Puche                | Pedro Mengual            | Saab 96 Sport                |                |
| 1967        | 4.º Rallye Gran Premio Oviedo                                    | Roter Baron Ben            | Ricardo Muñoz            | Porsche 911                  | España         |
| 1968        | 5.º Rallye Premio Ciudad de Oviedo                               | Bernard Tramont            | Ricardo Muñoz            | Renault-Alpine A110-1440     | España         |
| 1969        | 6.º Rallye Premio Ciudad de Oviedo                               | Bernard Tramont            | Luis Blasco              | Renault Alpine A110-1440     |                |
| 1970        | 7.º Rallye Premio Ciudad de Oviedo                               | Eladio Doncel              | Juan Antonio Conde       | Porsche 911 S                | España         |
| 1971        | 8.º Rallye Premio Ciudad de Oviedo                               | Alberto Ruiz-Giménez       | Juan Antonio Conde       | Porsche 911 S                | España         |
| 1972        | 9.º Rallye Ciudad de Oviedo                                      | Estanislao Reverter        | Antonio Reverter         | Alpinche                     | España         |
| 1973        | 10.º Rallye Ciudad de Oviedo                                     | Juan Ignacio Villacieros   | José Antonio Lobo        | Renault Alpine A110-1525     |                |
| 1974        | 11.º Rallye Ciudad de Oviedo                                     | Salvador Cañellas          | Daniel Ferrater          | SEAT 1430-1800               | España         |
| 1975        | 12.º Rallye de Asturias                                          | Antonio Zanini             | Eduardo Mtnez. Adam      | SEAT 1430-1800               | España         |
| 1976        | 13.º Rally Príncipe de Asturias                                  | Cancelado                  | Cancelado                | Cancelado                    |                |
| 1977        | 14.º Rally Príncipe de Asturias                                  | José María Puig            | Enrique Pérez Caso       | SEAT 124-1800                |                |
| 1978        | 15.º Rally Príncipe de Asturias                                  | Tino Suárez                | José Bernardo Pino       | SEAT FL-80                   |                |
| 1979        | 16.º Rally Príncipe de Asturias                                  | Aladino Martínez           | Manuel López             | SEAT 124-2000                | España         |
| 1980        | 17.º Rally Príncipe de Asturias                                  | José Antonio López-Fombona | Luis Menéndez            | Fiat 131 Abarth              | España         |
| 1981        | 18.º Rally Príncipe de Asturias                                  | Genito Ortiz               | Susi Cabal               | Renault 5 Turbo 2            | España         |
| 1982        | 19.º Rally Príncipe de Asturias                                  | Antonio Zanini             | Víctor Sabater           | Talbot Sunbeam Lotus         | España         |
| 1983        | 20.º Rally Príncipe de Asturias                                  | Genito Ortiz               | Ramón Mínguez            | Renault 5 Turbo              | España, ERC    |
| 1984        | 21.º Rally Príncipe de Asturias                                  | Salvador Serviá            | Jordi Sabater            | Opel Manta 400               | España, ERC    |
| 1985        | 22.º Rally Príncipe de Asturias                                  | Salvador Serviá            | Jordi Sabater            | Lancia 037 Rallye            | España, ERC    |
| 1986        | 23.er Rally Príncipe de Asturias                                 | Fabrizio Tabaton           | Luziano Tedeschini       | Lancia Delta S4              | España, ERC    |
| 1987        | 24.º Rally Príncipe de Asturias                                  | Carlos Sainz               | Antonio Boto             | Ford Sierra RS Cosworth      | España         |
| 1988        | 25.º Rally Príncipe de Asturias                                  | Alex Fiorio                | Luigi Pirollo            | Lancia Delta Integrale       | España         |
| 1989        | 26.º Rally Príncipe de Asturias                                  | Pep Bassas                 | Antonio Rodríguez        | BMW M3                       | España         |
| 1990        | 27.º Rally Príncipe de Asturias                                  | Jesús Puras                | José Arrate              | Lancia Delta Integrale 16V   | España         |
| 1991        | 28.º Rally Príncipe de Asturias                                  | José María Ponce           | José Carlos Déniz        | BMW M3                       | España         |
| 1992        | 29.º Rally Príncipe de Asturias                                  | Pedro Diego                | Icíar Muguerza           | Lancia Delta HF Integrale    | España         |
| 1993        | 30.º Rally Príncipe de Asturias                                  | Daniel Alonso              | Salvador Belzunces       | Ford Escort RS Cosworth Gr.N | CERA, ERC      |
| 1994        | 31.er Rally Príncipe de Asturias                                 | Oriol Gómez                | Marc Martí               | Renault Clio Williams        | CERA, ERC      |
| 1995        | 32.º Rally Príncipe de Asturias                                  | Luis Monzón                | José Carlos Déniz        | Ford Escort RS Cosworth      | CERA, ERC      |
| 1996        | 33.º Rally Príncipe de Asturias                                  | Oriol Gómez                | Marc Martí               | Renault Maxi Megane          | CERA, ERC      |
| 1997        | 34.º Rally Príncipe de Asturias                                  | Jesús Puras                | Carlos del Barrio        | Citroën ZX Kit Car           | CERA, ERC      |
| 1998        | 35.º Rally Príncipe de Asturias                                  | Jesús Puras                | Carlos del Barrio        | Citroën Xsara Kit Car        | CERA, ERC      |
| 1999        | 36.º Rally Príncipe de Asturias                                  | Jesús Puras                | Carlos del Barrio        | Citroën Xsara Kit Car        | CERA           |
| 2000        | 37.º Rally Príncipe de Asturias                                  | Jesús Puras                | Marc Martí               | Citroën Xsara Kit Car        | CERA           |
| 2001        | 38.º Rally Príncipe de Asturias                                  | Luis Monzón                | José Carlos Déniz        | Peugeot 206 WRC              | CERA           |
| 2002        | 39.º Rally Príncipe de Asturias                                  | Manuel Cabo                | Eduardo González         | Citroën Saxo Kit Car         | Asturias       |
| 2003        | 40.º Rally Príncipe de Asturias                                  | Enrique García Ojeda       | Raquel Fernández         | Peugeot 206 S1600            | CERA           |
| 2004        | 41.er Rally Príncipe de Asturias                                 | Alberto Hevia              | Alberto Iglesias Pin     | Renault Clio S1600           | CERA, ERC      |
| 2005        | 42.º Rally Príncipe de Asturias                                  | Daniel Sordo               | Marc Martí               | Citroën C2 S1600             | CERA, ERC      |
| 2006        | 43.º Rally Príncipe de Asturias                                  | Dani Solà                  | Xavier Amigo             | Citroën C2 S1600             | CERA           |
| 2007        | 44.º Rally Príncipe de Asturias                                  | Enrique García Ojeda       | Jordi Barrabés           | Peugeot 207 S2000            | CERA           |
| 2008        | 45.º Rally Príncipe de Asturias                                  | Giandomenico Basso         | Mitia Dotta              | Fiat Grande Punto S2000      | CERA, IRC      |
| 2009        | 46.º Rally Príncipe de Asturias                                  | Jan Kopecký                | Petr Starý               | Škoda Fabia S2000            | CERA, IRC, ERC |
| 2010        | 47.º Rally Príncipe de Asturias                                  | Alberto Hevia              | Alberto Iglesias Pin     | Škoda Fabia S2000            | CERA, ERC      |
| 2011        | 48.º Rally Príncipe de Asturias                                  | Miguel Ángel Fuster        | Ignacio Aviño            | Porsche 911 GT3              | CERA, ERC      |
| 2012        | 49.º Rally Príncipe de Asturias                                  | Alberto Hevia              | Francisco Javier Álvarez | Škoda Fabia S2000            | CERA, ERC      |
| 2013        | 50.º Rally Príncipe de Asturias                                  | Luis Monzón                | José Carlos Déniz        | Mini John Cooper Works WRC   | CERA, ERC      |
| 2014        | 51.º Rally Príncipe de Asturias                                  | Miguel Ángel Fuster        | Ignacio Aviñó            | Ford Fiesta R5               | CERA, ERT      |
| 2015        | 52.º Rally Princesa de Asturias - Ciudad de Oviedo               | Miguel Ángel Fuster        | Ignacio Aviñó            | Porsche 997 GT3 RS 3.8       | CERA, ERT      |
| 2016        | 53.º Rally Princesa de Asturias - Ciudad de Oviedo               | Iván Ares                  | José Antonio Pintor      | Škoda Fabia R5               | CERA           |
| 2017        | 54.º Rally Princesa de Asturias - Ciudad de Oviedo               | Iván Ares                  | José Antonio Pintor      | Hyundai i20 R5               | CERA           |
| 2018        | 55.º Rally Princesa de Asturias - Ciudad de Oviedo               | José Antonio Suárez        | Cándido Carrera          | Hyundai i20 R5               | CERA           |
| 2019        | 56.º Rally Princesa de Asturias - Ciudad de Oviedo               | José Antonio Suárez        | Alberto Iglesias Pin     | Škoda Fabia R5               | CERA, S-CER    |
| 2020        | 57.º Rally Blendio Princesa de Asturias - Ciudad de Oviedo       | José Antonio Suárez        | Alberto Iglesias Pin     | Škoda Fabia R5               | CERA           |
| 2021        | 58.º Rally Blendio Princesa de Asturias - Ciudad de Oviedo       | José Antonio Suárez        | Alberto Iglesias Pin     | Škoda Fabia Rally2           | S-CER, Copa    |
| 2022        | 59.º Rally Rally Blendio Princesa de Asturias - Ciudad de Oviedo | Alejandro Cachón           | «Jandrín»                | Citroën C3 Rally2            | S-CER          |
| 2023        | 60.º Rally Rally Blendio Princesa de Asturias - Ciudad de Oviedo | José Antonio Suárez        | Alberto Iglesias Pin     | Škoda Fabia Rally2           | S-CER          |
| Referencias |                                                                  |                            |                          |                              |                |